# Analytisches Urteil a priori
Analytisches Urteil a priori ist ein Term aus der Transzendentalphilosophie Immanuel Kants. Er bezeichnet damit eine besondere Klasse von Urteilen, die a priori, also ohne die Kenntnis von Tatsachen aus der Erfahrung, gefällt werden können. Grundlage dafür sind die durch Analyse geklärten begrifflichen Verhältnisse zwischen Subjekt und Prädikat in einem einfachen kategorischen Urteil. Nach Kant sind alle analytischen Urteile auch analytische Urteile a priori.

## Bestimmung bei Kant
Nach Kant stehen im analytischen Urteil der grammatische Subjektbegriff und der Prädikatsbegriff in einem besonderen Verhältnis: Der Prädikatsbegriff muss bereits als Merkmal im Begriff des ausgesagten Subjekts enthalten sein. Die Merkmale des Subjektbegriffs sind dabei Eigenschaften der Gegenstände, die unter ihn fallen.
Das analytische Urteil a priori wird auch logischer Satz genannt; unter diesen Urteilstyp fallen beispielsweise die Tautologien der Logik oder Aussagen, die einem Begriff Merkmale zusprechen, die ihn definieren.
Da analytische Urteile a priori im Bezug auf das Subjekt keine neuen Informationen enthalten, die das Wissen erweitern, werden sie auch Erläuterungsurteile genannt; diese stehen im Gegensatz zu synthetischen Urteilen a priori und synthetischen Urteilen a posteriori, die auch Erweiterungsurteile heißen. In analytischen Urteilen a priori erläutert das Prädikat das grammatische Subjekt.